# モロッコイスラム戦闘員グループ
モロッコイスラム戦闘グループは、フランス語名（Groupe Islamique Combattant Marocain）の頭文字をとってGICMと呼ばれる、モロッコを中心に北アフリカ、西ヨーロッパで行動するイスラム教スンニ派の武装組織である。組織の目標は、モロッコにイスラム教原理主義による政府を樹立することであり、アル・カイーダ等、他の組織とも関連がある。

## 概要
GICMは、アフガニスタン戦争後、アフガニスタンの戦闘員とともに戦ってきた戦闘員が、モロッコに戻った後、過激派組織の結成を目指して、既成の小組織等をベースに1998年に結成された。GICMとその関連グループは、2003年のカサブランカ爆弾テロと2004年マドリード列車爆破テロに関係し、その他のテロなどにも関与が知られている。その為、モロッコ政府や西洋諸国の対テロ対策により、モロッコや西ヨーロッパに拡散して存在する組織細胞に対する折々の摘発が行われ、その組織や活動力は、2010年代以降かなり低下している。また、それぞれの小組織、個人は、他の組織とも関連して行動しているとみられる。

## 経過

### 組織の結成
GICMは1990年代に、アフガニスタンのアル・カイーダ訓練キャンプ出身のモロッコ人新兵と、ソ連・アフガン戦争の元戦闘員帰還兵が元になっている。これは、Harakat al-Islamiya al-Maghrebiya al-Mukatila（HASM,アフガニスタンにおける過激組織）とShabiba al-Islamiya(1969年結成のモロッコのイスラム過激派組織)の分派グループとして結成され、その目的は、モロッコに、イスラム原理主義による国家を樹立することであった。グループの思想的指導者はアフメド・ラフィキ（別名アブー・ホデイファ）で、アフガニスタンでのモロッコ人戦闘員の組織化に責任を負っていた人物である。
また、ヨーロッパにおけるGICMの代表は、モハメド・エル＝ガルブジで、彼は2001年末から翌年はじめにパキスタンとイランの国境を通過中にイラン当局に捕らえられ、英国に送還されて拘留された。彼は、2003年のカサブランカでのテロ攻撃に関与したとして、モロッコ政府により欠席裁判で有罪判決を受けた。

### GICMによるテロ攻撃
- この組織の最初の過激な行動は、1994年8月、モロッコのマラケシュ市のアトラス・アスニ・ホテルロビーにて３人の男が銃を乱射し、スペイン人観光客2人が殺害され1人が負傷した事件であった。これは、同グループのベースとなる初期の細胞のひとつの犯行であった[4][5] 。

- その後、同グループは、いくつかのテロ攻撃に関連した。2003年5月には、関連グループであるサラフィア・ジハーディア（Salafia Jihadia）の1５人が、モロッコ北部のカサブランカ市で、組織的な自爆、車両の爆発によるテロを起こし、モロッコ人や西洋人など33人が死亡し、100人以上が負傷、実行者１２人が死亡した（2003年カサブランカ爆弾テロ事件）。テロ後に有罪判決を受けた者のうち、少なくとも8人がGICMのメンバーとして告発された。

- この事件から約１年後の2004年3月11日、スペインでマドリード列車爆破テロ事件が発生した。このテロでは、191人が死亡し、2000人以上が負傷した[6]。事件の数日後に逮捕されたジャマル・ゾーガムは、英国における代表、モハメド・エル＝ガルブジとの接触があったことが、後に判明した。その後の捜査により、ベルギーに定着していたの同系の組織の中心人物、ユセフ・ブルハジ、ハッサン・エル＝ハスキなどが、立案者として、後に逮捕された[7][8]。

- さらに、2007年で複数回発生した、カサブランカ爆弾テロ事件にも、この組織が関連している[9]。 一方、GICMは、イラクへの聖戦主義戦闘員のリクルートにも積極的で、モロッコ人戦闘員が、多数、紛争地域に渡航した[10]。イラク多国籍軍に対する少なくとも1件の自爆テロを含む攻撃に関与している。

## 組織細胞と摘発
GICMは、西ヨーロッパでは、主に英国を拠点としているが、モロッコ人の広範な移民社会を背景に、西ヨーロッパの多数国に組織がある。彼らの資金源は、強盗、恐喝、文書偽造、違法薬物取引や北アフリカとヨーロッパ全域での武器取引などの犯罪活動である。 ヨーロッパでの組織は英国を拠点としているが、スペイン、ベルギー、イタリア、フランス、デンマーク、トルコ、エジプト、オランダ、ブラジルに組織網をもっており、また、不活動であるが、手助けをするシンパ層や家族などの存在もある。
英国籍のモハメド・アル＝ゲルブジ（ Muhammad al-Guerbouzi）は、2001年にイラン当局に逮捕され英国に送還されたが、欧州の組織の中心者として、2003年のカサブランカ爆弾テロに関与したとされる。彼は、モロッコでの欠席裁判で20年の禁固刑を言い渡された。
その後の主な関連事項は以下のようである。
- 2004年に パリではGICMとの関係が疑われた13人が逮捕された[13]。

- 2004年12月には、スペインのカナリア諸島（モロッコに地理的に近い）でグループの新拠点設立準備の疑いで、ラフーシーン・エル＝ハスキ等、メンバー4人が逮捕された。彼は、同年３月のマドリード列車爆発テロでの発案者とされている[7]。
- 2005年と2006年にイラクで自爆テロ犯をリクルートしていたカタルーニャを拠点とするラベットとナクチャのグループが、摘発された[10]。
- 2005年には、ベルギーの組織のメンバーとして、アブデルカデル・ハキミ、ラフーシーン・エル＝ハスキ、モスタファ・ルアナニと他の8人が有罪判決を受けた[14]。

- フランスで逮捕されたGICMのメンバーは、マドリード列車爆破事件の発案者と言われる男が、スペインから来た時に宿泊場所を提供したと、その裁判（2007年）で証言した[15]。2007年には、マドリードで、事件の判決が下され、28人が有罪となった[16]。

- 2008年に、イタリアのヴァレーゼ（Varese）にあるモスクの指導者は、カサブランカテロ事件の関連と、GICMの資金集めと勧誘を行った疑いがあり、モロッコから指名手配されており、送還された[17]。
- 2010年、同組織の指導者の大半は、投獄または殺害されたと報告されているが、元部隊や逃亡中のメンバー、刑期を終えた者などは依然として潜在的脅威とみなされている。

## 対外関係

### テロ組織と認定
2001年9月11日のアメリカ同時多発テロ事件後、GICMは、他のアル・カイーダ関連組織とともに国連によって、2002年世界的にテロ組織として認定された。同様に米国で2002年、英国では、2005年に認定された。

### 他のテロ組織との関連
公式には確認されていないが、一部の情報筋によると、同グループはイスラム・マグレブのアルカイダ（AQIM）に合流しているという。2007年1月に逮捕されたテトゥアンの27人のメンバーは、GICMやAQIMと後方支援や資金面でつながっていた。 イラクのアル・カイーダの第二指揮官であったモハメド・ムームー（アブ・カスワラとしても知られる）は、もともとGICMの主要メンバーであった。 カリム・エル・メジャティもまたグループの創設指導者であったが、サウジアラビアのアル・カイーダの指導者となった後、2005年に殺害された。